# Csáprágó

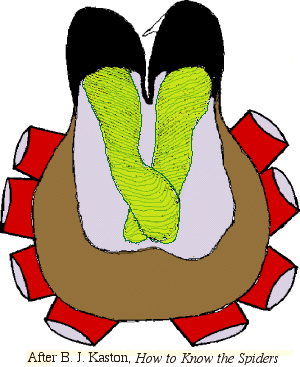
Pók csáprágója. A csáprágó színe az ábrán fekete, a fejtor felszíne barna, a lábak vöröses barnák, a méregmirigyek és az azokat körülvevő izomszövet színe zöld. A jobb oldali csáprágó karom-része látható a két csáprágó között.

A csáprágó a csáprágós ízeltlábúak (Chelicerata) fejének elején elhelyezkedő, páros képződmény, ami a fejtoron eredő hat pár végtag közül az elsőből alakult ki. Tudományos neve (chelicera) a görög „rákolló” kifejezésből származik.

## Felépítése
A csáprágó alapvetően két ízből:
- egy alapízből és az ezen elhelyezkedő
- karomízből

áll, de egyes fajoknál háromízű. A karomíz bicska módjára behajtható az alapízbe, és csak a zsákmány magragadása után vágódik ki belőle.
Alakja meglehetősen változatos. Így például a rákszabásúak (Merostomata) csáprágója ollószerű fogókészülék, a pókoké viszont ízelten, karomszerűen végződik. A karomízben általában található egy exokrin méregmirigy is, amiből a méreg kivezető csövön jut ki. A kivezető nyílás a csáprágó csúcsán van.

## Funkciója
A ragadozó fajoknál a csáprágó feladata a zsákmány megragadása, megölése, feldarabolása és a szájhoz továbbítása.